# Richard Widmark
Richard Weedt Widmark (Sunrise Township, 26 dicembre 1914 – Roxbury, 24 marzo 2008) è stato un attore statunitense.

## Biografia
Figlio di Carl Widmark ed Ethel Mae (lui di origini svedesi, lei scozzesi ed inglesi), crebbe a Princeton, in Illinois, e si laureò al Lake Forest College nel 1938. Dopo gli studi di recitazione, si esibì alla radio in Aunt Jenny's Real Life Stories e fece il suo debutto teatrale a Broadway nel 1943 nella pièce Kiss and Tell. Esordì sul grande schermo nel 1947 nel noir Il bacio della morte, diretto da Henry Hathaway, in cui interpretò il ruolo del malvagio Tommy Udo, un gangster psicopatico che, in una scena rimasta celebre, uccide un'anziana disabile in sedia a rotelle spingendola giù dalle scale. Per questa interpretazione Widmark ottenne unanimi consensi dalla critica, ricevendo una candidatura agli Academy Awards e vincendo il Golden Globe come attore esordiente più promettente, premio assegnato per la prima volta dalla Hollywood Foreign Press Association.
Dopo aver firmato un contratto di sette anni con la 20th Century Fox, alternò ruoli da antagonista a protagonista di film come Strada senza nome (1948), I quattro rivali (1948), Naviganti coraggiosi (1949), Uomo bianco, tu vivrai! (1950). Lavorò con il regista Elia Kazan, che lo volle protagonista del suo film Bandiera gialla (1950), e diventò un punto di riferimento del cinema noir in film come I trafficanti della notte (1950) e Mano pericolosa (1953)
Negli anni cinquanta la sua popolarità crebbe grazie alle interpretazioni in film quali La tua bocca brucia (1953), accanto a Marilyn Monroe, Femmina contesa (1953), Il prigioniero della miniera (1954), al fianco di Gary Cooper, La lancia che uccide (1954), accanto a Spencer Tracy, La tela del ragno (1955) e Ultima notte a Warlock (1959), con Henry Fonda, Anthony Quinn e DeForest Kelley. Fu apprezzato interprete anche nel genere western, sia con ruoli di antagonista come in Cielo giallo (1948) e Sfida nella città morta (1958), sia in ruoli di eroi forti come in La frustata (1956) e L'ultima carovana (1956).

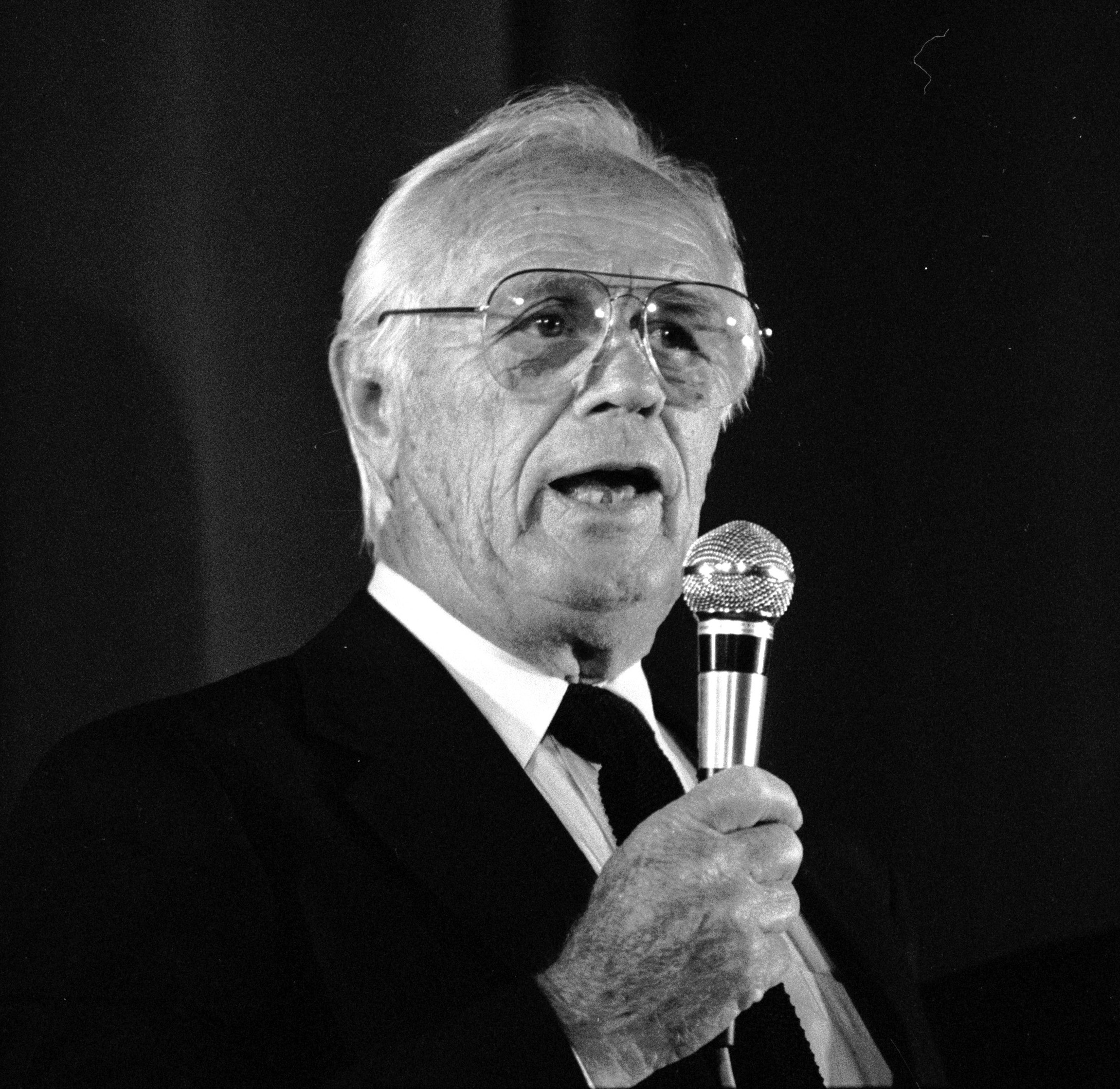
Richard Widmark nel 1991

Negli anni sessanta e settanta rimase all'apice del successo partecipando a grosse produzioni hollywoodiane e lavorando con grandi registi come John Ford in Cavalcarono insieme (1961) e Il grande sentiero (1964), Stanley Kramer in Vincitori e vinti (1961), in cui interpretò il ruolo drammatico di un pubblico ministero al processo di Norimberga, Edward Dmytryk in Alvarez Kelly (1966), Don Siegel in Squadra omicidi, sparate a vista! (1968) e Sidney Lumet in Assassinio sull'Orient Express (1974). Nell'ultima parte della sua carriera passò a ruoli di caratterista in film come Ultimi bagliori di un crepuscolo (1976), Chi osa vince (1982) e Hanky Panky - Fuga per due (1982), fino al ritiro dalle scene nel 1990.
Widmark morì il 24 marzo 2008, all'età di 93 anni, dopo una lunga malattia conseguenza di una frattura ad una vertebra per una caduta risalente a sei mesi prima, nella sua casa a Roxbury in Connecticut, dove viveva dal 1950.

## Vita privata

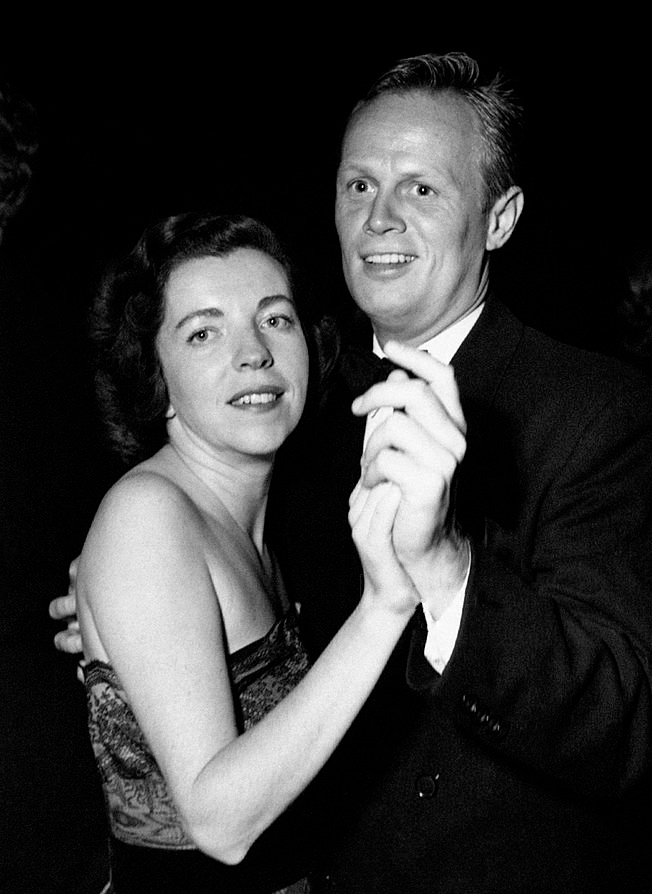
Richard Widmark con sua moglie Jean Hazlewood

L'attore non poté essere arruolato durante la seconda guerra mondiale a causa di un timpano perforato e, nonostante avesse recitato in molti film a sfondo violento, disprezzò sempre la violenza e le armi. Dopo il termine della carriera si impegnò a promuovere leggi più severe per il controllo delle armi da fuoco negli Stati Uniti.
Nel 1942 si sposò con la sceneggiatrice Jean Hazlewood; il matrimonio durò fino al 1997, anno in cui la moglie, affetta dalla malattia di Alzheimer, morì. I due ebbero una figlia, Anne Heath, che fu la moglie del grande giocatore di baseball Sandy Koufax dal 1969 al 1982.
Nel settembre 1999, all'età di 84 anni, si risposò con la socialite Susan Blanchard, che era stata la terza moglie di Henry Fonda, suo grande amico. 

## Omaggi
- Nel maggio 2001 il Museum of Modern Art di New York gli rese omaggio, dedicandogli un'ampia retrospettiva dei suoi film.

## Filmografia

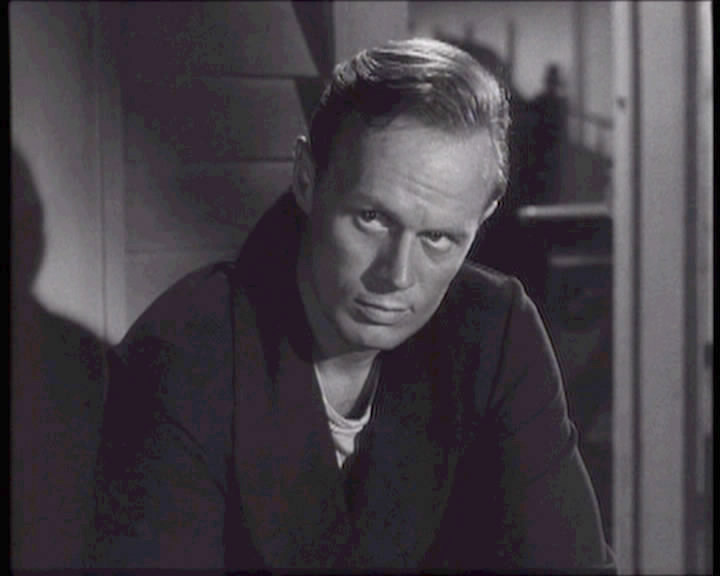
Richard Widmark in Bandiera gialla (1950)

### Cinema
- Il bacio della morte (Kiss of Death), regia di Henry Hathaway (1947)
- Strada senza nome (The Street with No Name), regia di William Keighley (1948)
- I quattro rivali (Road House), regia di Jean Negulesco (1948)
- Cielo giallo (Yellow Sky), regia di William A. Wellman (1948)
- Naviganti coraggiosi (Down to the Sea in Ships), regia di Henry Hathaway (1949)
- Furia dei tropici (Slattery's Hurricane), regia di André De Toth (1949)
- I trafficanti della notte (Night and the City), regia di Jules Dassin (1950)
- Bandiera gialla (Panic in the Streets), regia di Elia Kazan (1950)
- Uomo bianco, tu vivrai! (No Way Out), regia di Joseph L. Mankiewicz (1950)
- Okinawa (Halls of Montezuma), regia di Lewis Milestone (1951)
- Le rane del mare (The Frogmen), regia di Lloyd Bacon (1951)
- Duello nella foresta (Red Skies of Montana), regia di Joseph M. Newman (1952)
- La tua bocca brucia (Don't Bother to Knock), regia di Roy Ward Baker (1952)
- La giostra umana (O. Henry's Full House), regia di Henry Hathaway e Howard Hawks (1952)
- Senza madre (My Pal Gus), regia di Robert Parrish (1952)
- Destinazione Mongolia (Destination Gobi), regia di Robert Wise (1953)
- Mano pericolosa (Pickup on South Street), regia di Samuel Fuller (1953)
- Femmina contesa (Take the High Ground!), regia di Richard Brooks (1953)
- Operazione mistero (Hell and High Water), regia di Samuel Fuller (1954)
- Il prigioniero della miniera (Garden of Evil), regia di Henry Hathaway (1954)
- La lancia che uccide (Broken Lance), regia di Edward Dmytryk (1954)
- Oro (A Prize of Gold), regia di Mark Robson (1955)
- La tela del ragno (The Cobweb), regia di Vincente Minnelli (1955)
- La frustata (Backlash), regia di John Sturges (1956)
- La preda umana (Run for the Sun), regia di Roy Boulting (1956)
- L'ultima carovana (The Last Wagon), regia di Delmer Daves (1956)
- Santa Giovanna (Saint Joan), regia di Otto Preminger (1957)
- Il fronte del silenzio (Time Limit), regia di Karl Malden (1957)
- Sfida nella città morta (The Law and Jake Wade), regia di John Sturges (1958)
- Il tunnel dell'amore (The Tunnel of Love), regia di Gene Kelly (1958)
- L'agguato (The Trap), regia di Norman Panama (1959)
- Ultima notte a Warlock (Warlock), regia di Edward Dmytryk (1959)
- La battaglia di Alamo (The Alamo), regia di John Wayne (1960)
- Le vie segrete (The Secret Ways), regia di Phil Karlson (1961)
- Cavalcarono insieme (Two Rode Together), regia di John Ford (1961)
- Vincitori e vinti (Judgment at Nuremberg), regia di Stanley Kramer (1961)
- La conquista del West (How the West Was Won), regia di John Ford e Henry Hathaway (1962)
- Le lunghe navi (The Long Ships), regia di Jack Cardiff (1963)
- I tre da Ashiya (Flight from Ashiya), regia di Michael Anderson (1964)
- Il grande sentiero (Cheyenne Autumn), regia di John Ford (1964)
- Stato d'allarme (The Bedford Incident), regia di James B. Harris (1965)
- Alvarez Kelly (Alvarez Kelly), regia di Edward Dmytryk (1966)
- La via del West (The Way West), regia di Andrew V. McLaglen (1967)
- Squadra omicidi, sparate a vista! (Madigan), regia di Don Siegel (1968)
- Ultima notte a Cottonwood (Death of a Gunfighter), regia di Don Siegel e Robert Totten (1969)
- La strana maledizione di Montezuma (A Talent for Loving), regia di Richard Quine (1969)
- I contrabbandieri degli anni ruggenti (The Moonshine War), regia di Richard Quine (1970)
- Quando le leggende muoiono (When the Legends Die), regia di Stuart Millar (1972)
- Brock's Last Case, regia di David Lowell Rich (1973)
- Assassinio sull'Orient Express (Murder on the Orient Express), regia di Sidney Lumet (1974)
- Una figlia per il diavolo (To the Devil a Daughter), regia di Peter Sykes (1976)
- La spia senza domani (The Sell Out), regia di Peter Collinson (1976)
- Ultimi bagliori di un crepuscolo (Twilight's Last Gleaming), regia di Robert Aldrich (1976)
- Il principio del domino: la vita in gioco (The Domino Principle), regia di Stanley Kramer (1977)
- Rollercoaster - Il grande brivido (Rollercoaster), regia di James Goldstone (1977)
- Coma profondo (Coma), regia di Michael Crichton (1978)
- Swarm (The Swarm), regia di Irwin Allen (1978)
- L'isola della paura (Bear Island), regia di Don Sharp (1979)
- Hanky Panky - Fuga per due (Hanky Panky), regia di Sidney Poitier (1982)
- Chi osa vince (Who Dares Wins), regia di Ian Sharp (1982)
- Due vite in gioco (Against All Odds), regia di Taylor Hackford (1984)
- I corridoi del potere (True Colors), regia di Herbert Ross (1991)

### Televisione
- Madigan – serie TV, 6 episodi (1972-1973)
- Tutti figli di Dio (All God's Children), regia di Jerry Thorpe – film TV (1980)
- Dietro la maschera (Blackout), regia di Douglas Hickox – film TV (1985)
- Tutti colpevoli (A Gathering of Old Men), regia di Volker Schlöndorff – film TV (1987)
- La straniera (Cold Sassy Tree), regia di Joan Tewkesbury – film TV (1989)

## Riconoscimenti
- Premio Oscar
  - 1948 – Candidatura al miglior attore non protagonista per Il bacio della morte

## Doppiatori italiani
Nelle versioni in italiano delle opere in cui ha recitato, Richard Widmark è stato doppiato da:
- Stefano Sibaldi in Senza madre, Femmina contesa, Operazione mistero, Il prigioniero della miniera, La lancia che uccide, Oro, La tela del ragno, La frustata, La preda umana, L'ultima carovana, Il tunnel dell'amore
- Paolo Stoppa in Il bacio della morte, Strada senza nome, I quattro rivali, Naviganti coraggiosi, Furia dei tropici, I trafficanti della notte, La giostra umana, Destinazione Mongolia, Mano pericolosa
- Nando Gazzolo in Cielo giallo, Il fronte del silenzio, Sfida nella città morta, L'agguato, Ultima notte a Warlock, La conquista del West, Le lunghe navi, Alvarez Kelly
- Adolfo Geri in Bandiera gialla, Uomo bianco, tu vivrai!, Okinawa, Le rane del mare, Duello nella foresta, Assassinio sull'Orient Express
- Giuseppe Rinaldi in Cavalcarono insieme, Il grande sentiero, Stato d'allarme, Una figlia per il diavolo
- Sergio Graziani in La via del West, Squadra omicidi, sparate a vista!, Ultima notte a Cottonwood, Il principio del domino: la vita in gioco
- Giulio Panicali in La tua bocca brucia, Vincitori e vinti
- Bruno Persa in La battaglia di Alamo
- Gualtiero De Angelis in Le vie segrete
- Paolo Ferrari ne La spia senza domani
- Gino La Monica in Ultimi bagliori di un crepuscolo
- Luigi Vannucchi in Rollercoaster - Il grande brivido
- Bruno Alessandro in Coma profondo
- Sergio Rossi in Swarm
- Marcello Tusco in L'isola della paura
- Massimo Foschi in Hanky Panky - Fuga per due
- Elio Zamuto in Chi osa vince
- Gianni Bonagura in Due vite in gioco
- Oliviero Dinelli in Naviganti coraggiosi (ridoppiaggio)